# Dark Buddha Rising
Dark Buddha Rising ist eine finnische Stoner-Doom-/Drone-Doom-Band aus Laitila, die im Jahr 2007 gegründet wurde.

## Geschichte
Die Band wurde im Jahr 2007 gegründet. Noch im selben Jahr erschien das Debütalbum I in Eigenveröffentlichung, dem sich 2008 über das Label Post-RBBM das zweite Album Ritual IX anschloss. Daraufhin begab sich die Gruppe auf eine Tournee durch Finnland, die bis zum nächsten Jahr anhielt. Im Februar 2009 spielte die Band zudem auf dem Psychotropic Caravan Festival, das in dem Veranstaltungsgebäude namens Nosturi, nahe Helsinki, stattfand. An dem Festival nahmen ebenfalls Circle, Lord Vicar und Vibravoid teil. Das nächste Album folgte im November 2009 unter dem Namen Entheomorphosis, ehe die Gruppe erneut im Januar 2010 auf dem Psychotropic Caravan Festival auftrat und dort dabei zusammen mit Gruppen wie Eagle Twin, Aortaorta, Moloken Totalt Jävla Mörker spielte. Nach einer weiteren Album-Veröffentlichung im Jahr 2011 unter dem Namen Abyssolute Transfinite, wechselte die Gruppe zu Svart Records, worüber 2013 das nächste Album Dakhmandal erschien.

## Stil
Laut Melanie Aschenbrenner vom Metal Hammer spiele die Band auf Dakhmandal befremdlich wirkenden Drone Doom, der vor allem durch das Dröhnen von Bass und E-Gitarre, präzises Schlagzeugspiel und verzerrten Gesang auffalle. Zudem seien alle Lieder nur mit einem Buchstaben benannt.

## Diskografie
- 2007: I (Album, Eigenveröffentlichung)
- 2008: Ritual IX (Album, Post-RBBM)
- 2009: Entheomorphosis (Album, Post-RBBM)
- 2011: Abyssolute Transfinite (Album, Post-RBBM)
- 2013: Dakhmandal (Album, Svart Records)
- 2015: Inversum (Album, Neurot-Recordings)
- 2018 II (EP, Neurot-Recordings)
- 2019 Syntheosis (Livealbum, Svart Records, mit Oranssi Pazuzu als Waste of Space Orchestra)
- 2020: Mathreyat (Album, Svart Records)